# Eugene Flandin
Eugene Flandin (15. kolovoza 1809. – 29. rujna 1889.) bio je francuski orijentalist, slikar, arheolog i političar. Flandinovi arheološki crteži i vojne skice danas se smatraju vrijednijima nego njegove umjetničke slike. Najpoznatiji je prema slavnim crtežima i skicama antičkih perzijskih spomenika iz ahemenidskog doba poput Perzepolisa, koje je posjećivao na putovanjima s arhitektom Pascal Costom između 1839. i 1841.

## Poveznice
- Pascal Coste
- Sir Thomas Herbert
- Jean Thévenot
- Jean Chardin
- Firuzabad
- Perzepolis

## Vanjske poveznice
- Radovi Eugena Flandina
- Voyage to Persia, Eugène Flandin
- Pascal Coste i Eugene Flandin, Iranica enciklopedija